# John Woods (lekkoatleta)
John Frances Woods (ur. 8 grudnia 1955 w Liverpoolu) – irlandzki lekkoatleta, długodystansowiec.
Na mistrzostwach Europy w 1982 zajął 17. miejsce w biegu na 10 000 metrów z czasem 29:39,88.
Podczas igrzysk olimpijskich w Seulu (1988) zajął 52. miejsce w biegu maratońskim z czasem 2:25:38.
Trzykrotny mistrz Irlandii – w 1982 i 1984 na 10 000 metrów, a w 1988 w maratonie.
Rekordzista kraju w biegu maratońskim (2:11:30 w 1988) i w biegu na 8 kilometrów (22:34 w 1986).

## Rekordy życiowe
- maraton – 2:11:30 (1988)